# Henri Spade
Henri Spade (* 16. Juli 1921 in Paris; † 12. November 2008 ebenda) war ein französischer  Journalist, Regisseur und Schriftsteller.

## Leben
Spade studierte u. a. Jura an der Sorbonne und später auch an der Universität Straßburg. Während des Zweiten Weltkriegs ging er nach Spanien und schloss sich dort den Forces françaises libres an. Zu Kriegsende kehrte er 1945 wieder zurück nach Frankreich und arbeitete einige Jahre als Journalist.
1949 wechselte er das Medium und ging zum Radiodiffusion-Télévision Française (RTF). Dort konnte er sich schon bald in den verschiedensten Abteilungen einen Namen machen. 1988 beendete er seine Arbeit beim Office de Radiodiffusion Télévision Française (ORTF) und zog sich ins Privatleben zurück.
Sein Debüt war 1958 mit dem Roman „Le premier matin“ sehr erfolgreich und so entstand mit den Jahren, neben seinem Brotberuf, ein kleines eigenständiges literarisches Œuvre, das vom Publikum, wie auch von der Kritik hoch gelobt wurde. Daneben waren aber auch seine Chansons sehr gefragt; am meisten textete er für Henri Decker und Francis Lemarque.
Im Alter von 87 Jahren starb Henri Spade am 12. November 2008 in Paris und fand dort auch seine letzte Ruhestätte.

## Ehrungen
- 1970 Prix Claude-Farrère[1]

## Werke (Auswahl)
Essais
- Histoire d'amour de la télévision française. France-Empire, Paris 1968.
- Et pourquoi pas la patrie? Julliard, Paris 1974.

Jugendbücher
- La crevasse de maqusards. LGF, Paris 1984, ISBN 2-253-03533-5.

Romane
- Le matin de Fiesole. Roman. France-Empire, Paris 1978.
- Une heure pour chanter. Roman. France-Empire, Paris 1975.
- La grimpe. Roman. France-Empire, Paris 1979.
- Enquête sur un amour perdu. Roman. Laffont, Paris 1989, ISBN 2-221-05211-0.

Sachbücher
- L'album de famille de la télévision française. 1950–1959. Editions des Alouettes, Paris 1978.
- Mes joies de vivre. Promenades gourmandes et sentimentales. France-Empire, Paris 1981.

## Regie
- 1964: Pierrots des Alouettes
- 1965: La misère et la gloire[2]
- 1970: Un crime de bon ton
- 1971: La polonaise